# Luk thung

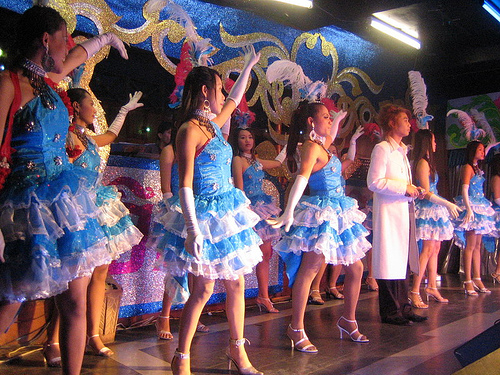
Concert de luk thung

Le luk thung (en thaï : ลูกทุ่ง), littéralement « enfant des champs », est la forme la plus populaire de musique country thaïlandaise. Ce terme est une abréviation pour pleng luk thung (en thaï เพลงลูกทุ่ง - chanson d'un enfant des champs). Ces chansons sont un témoignage du dur labeur journalier de la vie des pauvres paysans. Le tempo est lent, et les chanteurs ont tendance à utiliser un chant expressif à base de nombreux vibratos.
Ce style s'est développé dans la première moitié du XXe siècle, bien que le terme de luk thung ne fut utilisé qu'à partir des années 1960.  
Pongsri Woranuch (ผ่องศรี วรนุช) et Suraphol Sombatcharoen (สุรพล สมบัติเจริญ) furent les premières vedettes du genre, mixant des influences latines américaines, japonaise, indonésiennes, malaisiennes et, tout particulièrement, des chansons de films américains et de la musique country.  
Suraphol Sombatcharoen est le compositeur de la chanson Mai Lum (« N'oublie pas ») que l'on entend dans le film Monrak Transistor (2001) de Pen-ek Ratanaruang.  
Dans ce même film (Monrak Transistor), lorsque Pan (Pèn) pose à Sadao des devinettes, celle-ci cite trois autres célèbres vedettes du Luk thung : Sayan Sanya (สายัณห์ สัญญา), Chaiya Mitchai et Yodrak Salakjai (ยอดรัก สลักใจ). 
Il y a beaucoup de chanteurs luk thung populaires tels Tool Thongjai (ทูล ทองใจ), Chai Muengsingh (ชาย เมืองสิงห์), Sodsai Rungphothong (สดใส รุ่งโพธิ์ทอง), Plen Promdaen (เพลิน พรหมแดน), Praiwan Lookpet (ไพรวัลย์ ลูกเพชร), Dao Bandon (ดาว บ้านดอน), Santi Duangsawang (สันติ ดวงสว่าง), Waiphot Phetsuphan (ไวพจน์ เพชรสุพรรณ), Sornkhiri Sriprachuap (ศรคีรี ศรีประจวบ) ,Phai Pongsathon (ไผ่ พงศธร) et Dang Jittakorn (แดง จิตกร).  
Il y a aussi de nombreuses chanteuses luk thung célèbres comme Kwanjit Sriprachan (ขวัญจิต ศรีประจันต์), Sunaree Rachasima (สุนารี ราชสีมา), Busaba Athisthan (บุษบา อธิษฐาน), Sirintra Niyakorn (ศิรินทรา นิยากร) et Banyen Rakkaen (บานเย็น รากแก่น) (mor lam avec du luk thung). 
Beaucoup de vedettes du luk thung sont originaires de la ville de Suphanburi, comme la mégastar Pumpuang Duangjan (พุ่มพวง ดวงจันทร์), qui adapta le style luk thung à la pop thaïlandaise des années 1980 (le string) en créant une musique dansante appelée l'électronique lunk thung. Quand Pompuang mourut en 1992, beaucoup pensèrent que le luk thung allait passer avec elle. Il n'en fut rien, et avec la création de la première station de radio consacrée au luk thung en 1997, le style revint en force.
Depuis les années 1990 il y a eu de nombreuses interactions entre le luk thung, la musique string (par exemple le chanteur Bird McIntyre (ธงไชย แมคอินไตย์) et le mor lam, (molam /หมอลำ) avec des stars comme :  
- les chanteuses : Siriporn Ampaipong (ศิริพร อำไพพงษ์), Honey Sri-Isan (ฮันนี่ ศรีอีสาน), Yinglee Srijumpol (หญิงลี ศรีจุมพล), Jintara Poonlarp (จินตหรา พูนลาภ), Fon Thanasoontron (ฝน ธนสุนธร), Mangpor Chonthicha (แมงปอ ชลธิชา), Yui Yatyer (ยุ้ย ญาติเยอะ), Kratae R-Siam (กระแต อาร์สยาม), Vieng Naruemon (เวียง นฤมล) et Moukdavanyh Santiphone (ມຸກດາວັນ ສັນຕິພອນ) etc.
- et les chanteurs : Monkhaen Kaenkoon (มนต์แคน แก่นคูน), Mike Phiromphon (ไมค์ ภิรมย์พร), Pornsak Songsaeng (พรศักดิ์ ส่องแสง), Monsit Khamsoi (มนต์สิทธิ์ คำสร้อย), Maithai Huajaisin (ไหมไทย หัวใจศิลป์), Chalermpol Malakham (เฉลิมพล มาลาคำ), Yingyong Yodbuangam (ยิ่งยง ยอดบัวงาม), Ki Daophet Niuhuang (ກິດາວເພັດ ໜູຫ່ວງ) et Ryan Katbundit (ไรอัล กาจบัณฑิต) etc.

De nouvelles vedettes tel Tai Orathai (ต่าย อรทัย) deviennent célèbres et vendent des albums par millions d'exemplaires. 
Des artistes de string se sont mis à chanter du luk thung alors que des chanteurs de luk thung se virent de plus en plus considérés comme des chanteurs de musique pop, avec une évidente accentuation sur la jeunesse et l'apparence physique. 
Le mor lam produisit un nouveau genre appelé luk thung Isan ou luk thung Prayuk, qui incorpore les rythmes les plus rapides du mor lam.
Le Luk thung est toujours d'actualité  comme en témoigne le succès des récentes chansons populaires contre le Covid-19 en 2020,.